# Acetogenina

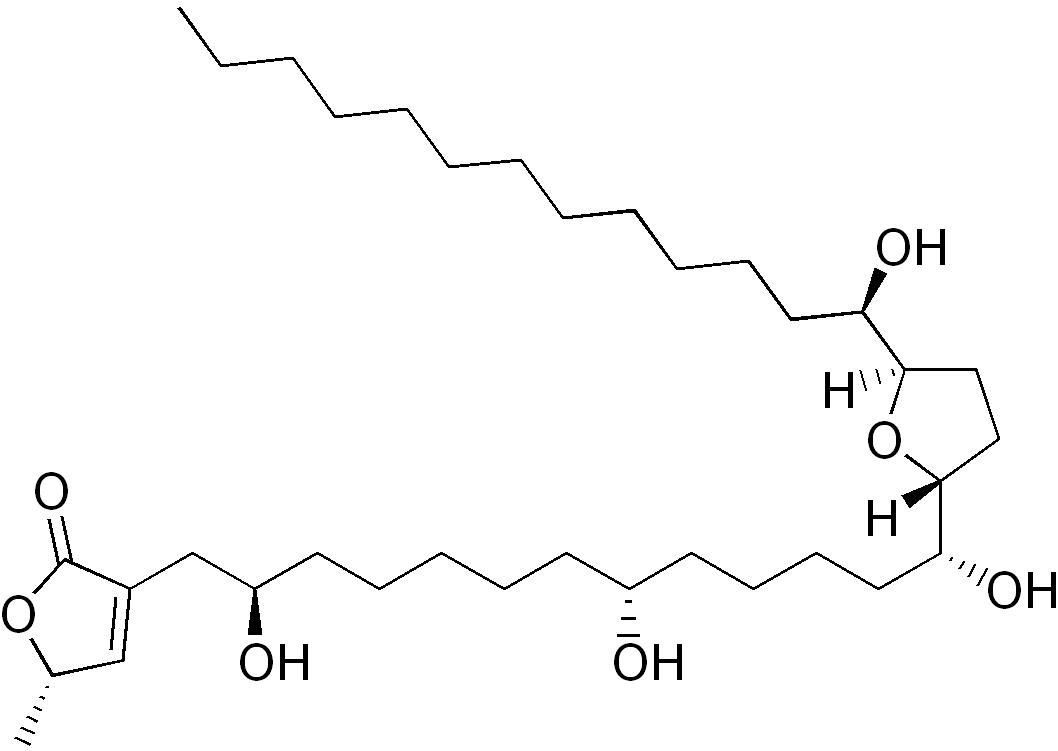
Estructura química de annonacina

Acetogeninas son una clase de policétidos, productos naturales encontrados en las plantas de la familia Annonaceae. Se caracterizan por cadenas lineales de 32 o 34 carbonos que contienen grupos funcionales oxigenados incluyendo hidroxilos, cetonas, epóxidos, tetrahidrofuranos y tetrahidropiranos. A menudo terminan con una lactona o butenolida.  Más de 400 miembros de esta familia de compuestos han sido aislados de 51 especies diferentes de plantas.
Ejemplos incluidos
- Annonacina
- Annoninas
- Bullatacina
- Uvaricina